# Roberto Balado
Roberto Balado Méndez (15. února 1969 v Jovellanos, Kuba – 2. července 1994 v Havaně, Kuba) byl kubánský boxer, nastupující v supertěžké váze. Byl olympijským vítězem z her 1992 v Barceloně. Třikrát se stal amatérským mistrem světa. Zahynul při autonehodě.
Byl 183 centimetrů vysoký a vážil 100 kilogramů.

## Medaile z mezinárodních soutěží
- Olympijské hry – zlato 1992
- Mistrovství světa – zlato 1989, 1991 a 1993
- Panamerické hry – zlato 1991
- Středoamerické a karibské hry – zlato 1993
- Cena Vala Barkera – 1992